# Lista de membros da Royal Society eleitos em 1915
Esta é uma lista completa dos Membros da Royal Society eleitos em 1915. Neste ano não foram eleitos Foreign Members.

## Fellows
- Sir Frederick William Andrewes
- Arthur William Conway
- Leonard Doncaster
- John Evershed
- Sir Walter Morley Fletcher
- Arthur George Green
- Sir Henry Hubert Hayden
- Sir James Mackenzie
- Arthur Thomas Masterman
- Sir John Cunningham McLennan
- Sir Gilbert Thomas Morgan
- Charles Samuel Myers
- Sir George Clarke Simpson
- Alan Archibald Campbell-Swinton
- Arthur George Tansley